# Laxoendothyra
Laxoendothyra es un género de foraminífero bentónico de la subfamilia Endothyrinae, de la familia Endothyridae, de la superfamilia Endothyroidea, del suborden Fusulinina y del orden Fusulinida. Su especie tipo es Endothyra parakosvensis. Su rango cronoestratigráfico abarca desde el Tournaisiense hasta el Viseense (Carbonífero inferior).

## Discusión
Clasificaciones más recientes incluyen Laxoendothyra en el suborden Endothyrina, del orden Endothyrida, de la subclase Fusulinana de la clase Fusulinata.

## Clasificación
Laxoendothyra incluye a las siguientes especies:
- Laxoendothyra undosa †
- Laxoendothyra parakosvensis †